# Franciszka Czernecka
Franciszka Czernecka (ur. 25 listopada 1881 w Tarnowie, zm. 1 października 1963 tamże) − pedagog, działaczka harcerska, organizatorka tajnego nauczania podczas II wojny światowej.

## Życiorys
Rodzicami Franciszki byli Franciszek Czernecki i Elżbieta Wertz. Naukę pobierała w szkołach Tarnowa, Lwowa i wreszcie Przemyśla, gdzie w tamtejszym Seminarium Nauczycielskim zdała w 1905 roku egzamin dojrzałości. Cztery lata później uzyskała patent nauczyciela szkół wydziałowych i rozpoczęła pracę w Tarnowie. Od 1910 roku była nauczycielką Szkoły Wydziałowej im. Franciszka Józefa (później imienia Marii Konopnickiej), a w 1933 r. została jej dyrektorką. W latach 1917−1932 uczyła również języka niemieckiego i gimnastyki w II Prywatnym Żeńskim Seminarium Nauczycielskim. Była aktywistką harcerską, w 1914 r. założyła w szkole I Drużynę Skautek im. Emilii Plater.
W latach 1916−1917, podczas rosyjskiej okupacji Tarnowa, wyjechała z rodziną do Czech. Po powrocie reaktywowała działalność harcerską, nawiązując współpracę z Marią Vetulani, oraz zaangażowała się w działalność niepodległościową. Była członkiem tarnowskiego Komitetu Samoobrony, uczestniczyła w przejęciu władzy w mieście od Austriaków w nocy z 30 na 31 października 1918 roku.
Po wybuchu II wojny światowej i zajęciu Tarnowa przez Niemców pozostała na stanowisku dyrektora szkoły. Ze względu na niemieckie pochodzenie matki była nakłaniana do podpisania volkslisty, po odmowie w 1943 roku pozbawiono ją stanowiska i przeniesiono na przymusową emeryturę. Od początku okupacji wraz ze swą siostrą, Stanisławą Czernecką, działała w Tajnej Organizacji Nauczycielskiej, uczestnicząc w tajnych kompletach.
Po II wojnie światowej zajęła się ponowną organizacją Szkoły Podstawowej im. Marii Konopnickiej (obecna Szkoła Podstawowa nr 3), będąc jej dyrektorką do 1948 roku. Wtedy, w czasie represji stalinowskich, została uznana za nieprzystosowaną do reformy oświaty i przeniesiona w stan spoczynku. Zmarła 1 października 1963 roku i została pochowana na tarnowskim Starym Cmentarzu (sektor XI-1-36).

## Ordery i odznaczenia
- Srebrny Krzyż Zasługi (10 listopada 1933)[3]

## Upamiętnienie
W 1983 roku, dla uczczenia działalności Franciszki i Stanisławy Czerneckich, Miejska Rada Narodowa w Tarnowie nadała imię Sióstr Czerneckich jednej z ulic włączonej w obręb miasta części Zbylitowskiej Góry.